# Matías Vuoso
Vicente José Matías Vuoso (Mar del Plata, 3 novembre 1981) è un ex calciatore argentino naturalizzato messicano, di ruolo attaccante.

## Carriera

### Club
Il 18 dicembre 2012 viene multato dall'Atlas per aver tenuto un atteggiamento poco corretto durante una conferenza stampa, come già accaduto in passato.
Gioca la stagione 2014-2015 con la maglia del Chiapas. Lascia il club da svincolato e, il 28 luglio 2015 si accasa al Cruz Azul.

### Nazionale
È stato convocato dal commissario tecnico della nazionale messicana Miguel Herrera in occasione della Copa América 2015, segnando due gol durante l'incontro Messico-Cile finita 3-3

## Palmarès

### Club
- Campionato messicano: 1

Santos Laguna: Clausura 2008

### Individuale
- Capocannoniere del campionato messicano: 1

Apertura 2005 (11 gol)